# Mount (Unix)

Comanda mount încarcă un sistem nou de fișiere în sistemul principal de fișiere al sistemului. Punctul de încărcare se numește mount point. Comanda opusă, unmount, scoate sistemul de fișiere din sistemul principal. Pentru a rula comenzile mount și unmount, utilizatorul are nevoie de privilegii root.

## Sintaxă
```
mount [opțiuni] driver director
```

unde driver este dispozitivul care furnizează noul sistem de fișiere, iar director este punctul de încărcare.
Opțiunea principală a comenzii mount este -t. Această opțiune specifică tipul de sistem de fișiere care este inițializat. Dintre valorile uzuale amintim:
- etx2, ext3, ext4 - sisteme de fișiere din Linux.
- msdos, vfat, ntfs - sisteme de fișiere din Windows
- ramfs, romfs - sistem de fișiere în memoria RAM sau ROM
- nfs, nfs4 - Network File System
- iso9660 - CD-ROM

## Exemple
Partiția a doua a unui hard disk este încărcată în /new/subdir
```
$ mount /dev/hda2 /new/subdir
```

Descărcarea se efectuează cu ajutorul comenzii
```
$ umount /dev/hda2
```

sau
```
$ umount /new/subdir
```

Pentru a încărca un CD (Linux):
```
$mount -t iso9660 -o ro /dev/cdrom /cdrom
```

sau pentru a încărca o imagine ISO (CD-ROM)
```
$ mount -o loop <isofile-source> <mount-point>
```

Pentru a lista toate sistemele de fișiere se folosește comanda
```
$ mount
```

iar pagina de manual este
```
$man mount
```